# Mandalorian (seriál)
Mandalorian (v anglickém originále The Mandalorian) je americký space western televizní seriál vytvořený Jonem Favreauem a vydaný na Disney+. Je to první hraný seriál Star Wars. Seriál se odehrává pět let po událostech ve filmu Star Wars: Epizoda VI – Návrat Jediů a 25 let před událostmi ve filmu Star Wars: Síla se probouzí, sleduje hlavní postavu, mandalorianského námezdního lovce Din Djarina, a jeho cestu podsvětím předaleké galaxie mimo pravomoc Nové republiky. 
Favreau je také hlavní scenárista, showrunner a výkonný producent, spolu s Davem Filonim, Kathleen Kennedy a Colinem Wilsonem. Seriál měl premiéru společně se startem Disney+ 12. listopadu 2019. První osmi dílná řada byla oceněna Cenou Emmy, v sedmi kategoriích. Druhá řada měla premiéru 30. října 2020. Premiéra třetí řady proběhla 1. března 2023 a začaly už i práce na čtvrté řadě. Seriál má vesměs pozitivní ohlasy. 
V lednu 2024 bylo oznámeno, že vznikne film The Mandalorian & Grogu, který naváže na seriál. Vznikl i seriál Bobba Fett: Zákon podsvětí, který se odehrává mezi druhou a třetí sérií Mandaloriana. 

## Premisa
Mandalorian začíná pět let po událostech filmu Návrat Jediů (1983) a pádu Galaktického impéria a sleduje Dina Djarina, osamělého mandalorianského lovce odměn ve vzdálených končinách galaxie. Je najat zbytkem imperiálních sil, aby získal dítě Grogu, ale místo toho se s ním vydává na útěk, aby ho ochránil. Při hledání Groguova druhu je pronásleduje Moff Gideon, který chce využít Groguova silného spojení se Sílou.  Nakonec ho unese na svou loď, odkud jej dostane Din Djarin se svými přáteli. Tam se setkají s Lukem Skywalkerem, který Grogua odvede na výcvik. Mandalorian si při loučení sundá helmu, čímž poruší kodex. Po nějaké době se oba setkají, protože Grogu se rozhodne vrátit.  Dvojice se poté vydává na planetu Mandalore, aby se Din Djarin mohl vykoupit za prohřešek, který spáchal tím, že si sundal helmu před jinou živou bytostí. Poté se společně s Mandaloriankou Bo-Katan z významného klanu Kryze vydávají spojit Mandalorianské kmeny roztroušené po galaxii k získání planety Mandalore zpět pod svou kontrolu, o kterou přišli při vybombardování planety Impériem, nazvaným „Noc tisíce slz“.

## Postavy a obsazení

### Hlavní role
- Pedro Pascal (v českém znění Martin Trnavský[14]) jako Mandalorian/Din Djarin, osamělý střelec a námezdní lovec, někdy nazývaný „Mando“. Jako dítě byl během Klonových válek zachráněn Mandaloriany.
- „Dítě“ hráno různými loutkoherci, zástupce stejného druhu jako mistr Jedi Yoda a s podobnými schopnostmi. Dítě je batole i přes to, že je mu 50 let (jeho druh se dožívá stovek let, takže i dlouho dospívají).
- Katee Sackhoff (v českém znění Anna Brousková[14]) jako Bo-Katan Kryze, Mandalorianská válečnice z významného rodu, jež pomůže se záchranou „Dítěte.“ Její sestra Satine Kryze kdysi vládla Mandaloru.

### Vedlejší role
- Carl Weathers (v českém znění Zdeněk Maryška[14]) jako Greef Karga, vůdce cechu nájemných lovců odměn, který najímá Mandaloriana na hledání cenných osob a předmětů.
- Gina Carano (v českém znění Martina Preissová[14]) jako Carasynthia "Cara" Dune, bývalá povstalecká žoldnéřka Shock trooper z planety Alderaan, účastnila se Galaktické občanské války.
- Werner Herzog (v českém znění Jaroslav Satoranský[14]) jako „Klient“, nejmenovaný muž spolupracující s pozůstatkem Impéria, který si najal Mandaloriana.
- Omid Abtahi (v českém znění Jan Meduna (1.–2. série) / Karel Heřmánek ml. (3. série) jako Dr. Pershing, vědec pracující pro „Klienta“.
- Nick Nolte (v českém znění Hanuš Bor[14]) jako dabér Kuiila, pocházejícího z druhu Ugnaught. Je to farmář, který se vykoupil z otroctví Impériu.
- Taika Waititi (v českém znění Jan Vondráček[14]) jako dabér IG-11, nájemný lovecký droid.
- Amy Sedaris (v českém zněni Yvetta Blanarovičová) jako Peli Motto, opravářka vesmírných lodí a majitelka doku na planetě Tatooine.
- Jake Cannavale jako (v českém znění Marek Lambora) Toro Calican, začínající lovec odměn, který se chce připojit k cechu lovců odměn chycením Fennec Shand. Najme Mandaloriana, aby mu pomohl.
- Ming-Na Wen (v českém znění Radka Přibyslavská[14]) jako Fennec Shand, nájemná vražedkyně, která se střetne s Mandalorianem.
- Mark Boone Junior (v českém znění Otmar Brancuzský[14]) jako Ranzar "Ran" Malk, stárnoucí žoldák a majitel vesmírné stanice. Bývalý společník Mandaloriana z doby než se připojil k cechu.
- Bill Burr (v českém znění Pavel Nečas[14]) jako Mayfeld, bývalý Impériální ostrostřelec a člen Malkovy posádky.
- Natalia Tena (v českém znění Tereza Martinková) jako Xi'an, pochází z druhu Twi'lek. Členka Malkovy posádky, odbornice na boj s noži a bývalá Djarinova láska.
- Clancy Brown (v českém znění Miroslav Etzler) jako Burg, Devaronian, velký a velice silný člen Malkovy posádky.
- Richard Ayoade jako dabér Q9-0, s přezdívkou “Zero”, droid a člen Malkovy posádky.
- Ismael Cruz Córdova jako Qin, Twi'lek a bratr Xi'an. Má špatné vztahy s Mandalorianem.
- Giancarlo Esposito (v českém znění Pavel Novotný[14]) jako Moff Gideon, bývalý důstojník ISB (Impériální tajná policie).
- Emily Swallow (v českém znění Antonie Talacková[14]) jako „Zbrojířka“, Mandalorianka, vyrábí Mandalorianskou zbroj ze vzácného a velmi odolného kovu Beskar a prosazuje tradice mezi přeživšími Mandaloriany.
- Julia Jones jako Omera, ovdovělá farmářka z planety Sorgan, která poskytuje ubytování Mandalorianovi během svého pobytu na planetě.
- Isla Farris jako Winta, dcera Omery, která se skamarádila s „Dítětem“ během svého pobytu na planetě.
- Asif Ali jako Caben, farmář ze Sorganu, který se svým přítelem Stokem žádá Mandaloriana o ochranu své vesnice.
- Eugene Cordero jako Stoke, farmář ze Sorganu.
- Rio Hackford jako Riot Mar, nájemný lovec, který se střetne s Mandalorianem ve vesmírném leteckém souboji.
- Timothy Olyphant (v českém znění David Švehlík[14]) jako Cobb Vanth, šerif města Mos Pelgo na Tatooinu a přechodný vlastník Mandalorianské zbroje Boby Fetta.
- Misty Rosas jako „Žabí dáma“, pasažérka, kterou Djarin převážel do sousední soustavy bez hyperpohonu.
- Mercedes Varnado (v českém znění Michaela Tomešová[14]) jako Koska Reeves, Mandalorianka a pobočnice Bo-Katan.
- Simon Kassianides (v českém znění Petr Stach[14]) jako Axe Woves, Mandalorian a pobočník Bo-Katan.
- Titus Welliver (v českém znění Marcel Vašinka[14]) jako imperialní kapitán lodi, kterou přepadli Bo-Katan, Koska a Axe s pomocí Djarina.
- Horatio Sanz (v českém znění Václav Kopta[14]) jako Mythrol, z druhu obojživelníků. V prvním díle byl chycen Dinem Djarinem. Později pracuje za trest jako účetní pro Greefa Kargu. Pomohl s útokem na imperiální základnu na Nevarru.
- Rosario Dawson (v českém znění Kateřina Winterová[14]) jako Ahsoka Tano, bývalá Jediská učednice Anakina Skywalkera, která pomohla rozkrýt minulost „Dítěte.“
- Diana Lee Inosanto (v českém znění Apolena Veldová) jako Morgan Elsbeth, Imperiální místodržící města Calodan na planetě Corvus, které tyranizuje.
- Michael Biehn (v českém znění Stanislav Lehký[14]) jako Lang, žoldák pracující pro Morgan Elsbeth.
- Temuera Morrison (v českém znění Milan Kačmarčík[14]) jako Boba Fett, klon Jango Fetta a bývalý námezdní lovec, jež pomohl se záchranou „Dítěte.“
- Richard Brake (v českém znění Miroslav Etzler[14]) jako Valin Hess, Imperiální důstojník na tajné Imperiální těžební základně na planetě Morak.
- Mark Hamill (v českém znění Oldřich Hajlich[14]) jako Luke Skywalker, poslední známý rytíř Jedi. Hamill hrál jen některé sekvence a byl virtuálně omlazen. Jiné sekvence ztvárnil dublér Max Lloyd-Jones jehož obličej byl počítačově upraven do podoby mladého Hamilla
- Katy M. O'Brian (v českém znění Milada Vaňkátová[14]) jako Elia Kane, Imperiálka sloužící Gideonovi.
- Ahmed Best (v českém znění Jan Teplý ml.[14]) jako Kelleran Beq, Jedi který zachránil Grogua z Chrámu Jediů před Rozkazem 66, určenému k vyvraždění Jediů klonovými vojáky.
- Paul Sun-Hyung Lee (v českém znění Tomáš Karger[14]) jako Carson Teva, kapitán a pilot Nové republiky, který pomohl Nevarru, když bylo napadeno piráty, tím že na to upozornil Mandaloriany.
- Tim Meadows (v českém znění Pavel Nečas[14]) jako plukovník Tuttle, důstojník Nové republiky sloužící na velitelství v hlavním městě na Coruscantu.
- Jack Black (v českém znění David Novotný[14]) jako kapitán Bombardýr, bývalý člen imperiální armády, který prošel probačním programem Nové republiky. Poté se oženil s vévodkyní planety Plazir-15.
- Lizzo (v českém znění Pavla Beretová[14]) jako vévodkyně, panovnice idealistické planety Plazir-15 a manželka kapitána Bombardýra.
- Christopher Lloyd (v českém znění Jan Vlasák[14]) jako komisař Helgait, postarší vedoucí bezpečnosti planety Plazir-15.
- Tait Fletcher (v českém znění Tomáš Bartůněk[14]) jako Paz Vizsla, silný a těžce vyzbrojený Mandalorian, rival Din Djarina.

### Hostující role
- Matt Lanter jako Davan, voják Nové republiky. Lanter dříve daboval Anakina Skywalkera v animovaných seriálech Star Wars: Klonové války a Star Wars Povstalci.
- Dave Filoni (v českém znění Tomáš Karger[14]) jako Trapper Wolf, pilot stíhačky X-wing Nové republiky.
- Rick Famuyiwa jako Jib Dodger, pilot stíhačky X-wing Nové republiky.
- Deborah Chow jako Sash Ketter, pilotka stíhačky X-wing Nové republiky.
- Wing Tao Chao jako guvernér Wing, nový vůdce města Kalodan na planetě Corvus, po krutovládě Morgan Elsbeth.
- Matthew Wood jako Bib Fortuna, bývalý majordomus Jabby Hutta a jeho nástupce jako zločinecký boss planety Tatooine.
- Wesley Kimmel (v českém znění Vít Eduard Gajdoš[14]) jako Ragnar, syn Paze Vizsly.
- Nonso Anozie (v českém znění Martin Zahálka[14]) jako Gorian Shard, kapitán pirátské lodi. Anozie propůjčil hlas a fyzicky ho ztvárnil Carey Jones.
- Steve Blum (v českém znění Daniel Rous[14]) jako Garazeb "Zeb" Orrelios, jeden z mála přeživších svého druhu Lasatů po genocidě jeho lidu z rukou Impéria. Poté se přidal k povstání a nakonec slouží Nové republice jako pilot. Krátce se s ním setkal Carson Teva. Zeb je plně vytvořen počítačově a Blum ho namluvil, čímž si roli zopakoval po animovaném seriálu Povstalci.
- Xander Berkeley (v českém znění Petr Pospíchal[14]) jako Gilad Pellaeon, imperiální kapitán, člen Stínové rady imperiálního zůstatku, který za Impéria sloužil pod Thrawnem, nyní deset let po jeho zmizení očekává jeho brzký návrat.
- Brian Gleeson (v českém znění Jaromír Nosek[14]) jako Brendol Hux, Imperiál, člen Stínové rady a vedoucí projektu Necromancer. Otec Armitage Huxe budoucího generála Prvního řádu a velitele základny Hvězdovrah.
- Charles Parnell (v českém znění Martin Stránský[14]) jako kapitán přeživších, vůdce přeživších Mandalorianů na povrchu planety Mandalore po jejím vybombardování Impériem zvaným „Noc tisíce slz.“
- Charles Baker (v českém znění Ladislav Cigánek[14]) jako přeživší Mandalorian „Noci tisíce slz.“

## Vysílání
| Řada | Díly          | Premiéra na Disney+ | Premiéra na Disney+ |
| Řada | Díly          | První díl           | Poslední díl        |
| ---- | ------------- | ------------------- | ------------------- |
| 1    | 8             | 12. listopadu 2019  | 27. prosince 2019   |
| 2    | 8             | 30. října 2020      | 18. prosince 2020   |
| 3    | 8             | 1. března 2023      | 19. dubna 2023      |
| 4    | bude oznámeno | bude oznámeno       | bude oznámeno       |

## Produkce

### Pozadí
Tvůrce Star Wars George Lucas zahájil počátkem roku 2009 vývoj hraného televizního seriálu Star Wars s podtitulem Underworld. Do roku 2012 bylo pro seriál napsáno více než 50 scénářů, ale nakonec nebyly zfilmovány, protože byly považovány za příliš nákladné na výrobu. V lednu 2013 prezident společnosti ABC Paul Lee uvedl, že jeho stanice bude jednat o potenciálním hraném televizním seriálu Star Wars se společností Lucasfilm poté, co byla tato společnost v říjnu 2012 prodána Lucasem mateřské společnosti ABC The Walt Disney Company. V listopadu 2017 oznámil generální ředitel společnosti Disney Bob Iger, že společnosti Disney a Lucasfilm připravují hraný televizní seriál Star Wars pro novou streamovací službu Disney+.

### Vývoj
Během práce na filmu Lví král (2019), fotorealistickém remaku animovaného filmu z roku 1994, v roce 2017 režisér Jon Favreau přednesl prezidentce Lucasfilmu Kathleen Kennedy svůj nápad na televizní seriál Star Wars s Mandaloriany.  Dave Filoni, výkonný producent animovaných seriálů Star Wars: Klonové války a Star Wars Povstalci, také uvažoval o seriálu zaměřeném na Mandaloriany a Kennedy mu navrhla, aby se s Favreauem sešel a prodiskutovali své nápady. Favreau a Filoni se již dříve setkali na Skywalker Ranch, když Favreau pracoval na filmu Iron Man (2008) a Filoni na první řadě Klonových válek, načež Favreau následně pro Filoniho namluvil postavu Mandaloriana Pre Vizsla v Klonových válkách. Když se Favreau setkal s Filonim ohledně svého nápadu na seriál, podařilo se jim spojit Filoniho znalosti mandalorianské historie s Favreauovým konceptem osamělého střelce Filoni také nanesl náčrt dítěte stejného druhu jako postava Yody ze Star Wars, která se stala „Dítětem.“ Favreau chtěl po událostech filmu Návrat Jediů (1983) prozkoumat „spodinu a padoušství“ světa Star Wars a začal trávit několik hodin na konci každého dne vývojem seriálu, zatímco režíroval Lvího krále.
V březnu 2018 společnost Lucasfilm oznámila, že Favreau bude scenáristou a výkonným producentem nového seriálu Star Wars pro Disney+. Kennedy dodala, že seriál je příležitostí pro různorodou skupinu scenáristů a režisérů, kteří budou najati na tvorbu příběhů Star Wars poté, co byly filmy této franšízy kritizovány za to, že je píší a režírují výhradně bílí muži. V květnu téhož roku Favreau uvedl, že napsal scénáře ke čtyřem z osmi epizod seriálu ještě předtím, než byl pro projekt oficiálně najat. 3. října Favreau oznámil, že seriál se jmenuje The Mandalorian, a prozradil premisu seriálu. Následující den společnost Lucasfilm oznámila, že Filoni, Kennedy a Colin Wilson budou seriál vedle Favreaua produkovat a Karen Gilchrist bude působit jako výkonná spoluproducentka. Premiéra seriálu byla naplánována na listopad 2019 se spuštěním služby Disney+. Hvězda Pedro Pascal popsal seriál tak, že si bere vesmírný westernový podtext z filmů Star Wars „a dává do něj steroidy.“
V červenci 2019 Favreau potvrdil, že bude druhá série seriálu a že ji začal psát. V únoru 2020 Iger oznámil, že druhá řada bude mít premiéru v říjnu téhož roku. Koncem dubna Favreau psal „nějakou dobu“ třetí sérii a začínal na ní další vývoj. V září představitel hlavní záporné postavy Giancarlo Esposito řekl, že druhá řada „začne připravovat půdu pro hloubku a rozsah, který přijde ve třetí a čtvrté řadě, kde opravdu začnete dostávat odpovědi.“ Rick Famuyiwa, který režíroval v prvních dvou sériích, se stal výkonným producentem té třetí. Koncem května 2022 psal Favreau čtvrtou sezónu s tím, že o ní informuje seriál Ahsoka (2023).
7. ledna 2024 bylo oznámeno, že vznikne film The Mandalorian & Grogu, který naváže na seriál.

### Casting
V listopadu 2018 bylo potvrzeno, že Mandaloriana ztvární Pedro Pascal, o jehož obsazení do této role se hovořilo již delší dobu. Pascal si původně myslel, že je obsazen do role postavy Boby Fetta z hlavní ságy Star Wars, kvůli vizuální podobnosti mezi touto postavou a Mandalorianem, ten je však ve skutečnosti samostatnou postavou jménem Din Djarin. Favreau označil Pascala za „klasickou filmovou hvězdu,“ která „měla přítomnost a schopnosti“ potřebné pro ztvárnění postavy většinou skryté pod helmou. Mandaloriana ztvárňují také kaskadéři Brendan Wayne a Lateef Crowder. Pascal později spolupracoval s Favreauem a Filonim na dabingu dialogů postavy.
V únoru 2021 společnost Lucasfilm oznámila, že Gina Carano, která se v prvních dvou sezónách objevovala v jedné z hlavních rolí jménem Cara Dune, již není její zaměstnankyní. Stalo se tak poté, co Carano na sociálních sítích zveřejnila příspěvek, v němž naznačila, že být dnes Republikánem ve Spojených státech je jako být Židem během holocaustu, přičemž společnost Lucasfilm uvedla, že tento příspěvek byl „odporný a nepřijatelný.“ Carano byla na své kontroverzní příspěvky na sociálních sítích opakovaně upozorněna vedením společnosti Lucasfilm, které údajně dva měsíce hledalo důvod, proč ji vyhodit. Příspěvky z února 2021 byly „poslední kapkou“ a rozhodnutí o propuštění herečky učinilo vedení Lucasfilmu, nikoliv Favreau. Generální ředitel společnosti Walt Disney Company Bob Chapek uvedl, že Carano byla propuštěna, protože její příspěvky nebyly v souladu s hodnotami společnosti Disney, které jsou podle něj „univerzální“ a nikoliv politické. The Hollywood Reporter uvedl, že se neočekává, že by Caranina role Cary Dune byla přeobsazena, ačkoliv podle zasvěcených osob z oboru to stále bylo možné z příběhových a merchandisingových důvodů.

### Natáčení
Seriál se natáčí v kalifornských studiích Manhattan Beach Studios. Filoni režíroval první epizodu seriálu, což byl jeho režijní debut v hrané produkci, v první sezóně režírovali také Rick Famuyiwa, Deborah Chow, Bryce Dallas Howard a Taika Waititi. Filoni, Howard, a Famuyiwa se vrátili ve druhé sezóně a připojili se k nim Favreau (který nemohl režírovat v první sezóně kvůli svým závazkům ve filmu Lví král), Peyton Reed, představitel významné role Carl Weathers a Robert Rodriguez. Howard, Weathers a Famuyiwa režírovali i třetí řadu.

### Nová technologie
Studio vizuálních efektů Industrial Light & Magic, dceřiná společnost Lucasfilmu, otevřelo v listopadu 2018 novou divizi s názvem ILM TV, která je určena speciálně pro epizodickou a streamovanou televizi. Jedním z prvních projektů nové divize, která sídlí v Londýně s podporou poboček ILM v San Francisku, Vancouveru a Singapuru, byl právě Mandalorian. Při režírování filmu Kniha džunglí (2016) použil Favreau na place velké LED obrazovky k vytvoření interaktivního pozadí a osvětlení, aby při postprodukci v kombinaci hraných záběrů s digitálním prostředím byl efekt realističtější. Tento postup se mu zdál efektivní, ale časově náročný. Když začal Favreau pracovat na Lvím králi, spolupracoval s dodavatelem vizuálních efektů Moving Picture Company, vývojářem technologií Magnopus a herním enginem Unity na vývoji nového systému virtuální kamery, který mu umožnil natáčet scény v prostředí virtuální reality, jako by natáčel fyzickými kamerami. Pro Lvího krále pak výsledky virtuálního snímání dotvořila společnost MPC jako finální animaci pro film. U Mandaloriana chtěl Favreau využít virtuální technologii jako pomůcku pro živé snímání a také vyvinout systém videostěny. Společnost ILM spolupracovala s vývojářem videoher Epic Games na vytvoření nového systému s názvem StageCraft založeného na herním enginu Unreal Engine společnosti Epic Games. StageCraft se skládá z velkých LED obrazovek, na které lze v reálném čase vykreslovat digitální prostředí, před nímž mohou herci vystupovat.
Během preprodukce byl proces virtuálního snímání vyvinutý pro Lvího krále použit k plánování natáčení seriálu a určení, jaká prostředí budou na place potřeba. Digitální prostředí pak vytvořila společnost ILM a přidala je do programu StageCraft, který byl připraven pro live-action fotografování s herci. Některá z těchto prostředí vycházela z natáčení v zemích, jako je Island a Chile, k čemuž Favreau řekl: „Herci nejsou přivezeni na místo natáčení. Lokace jsou přivezeny k hercům.“ Prostředí navrhlo výtvarné oddělení seriálu, které vedl kreativní ředitel Lucasfilmu Doug Chiang a produkční designér Andrew L. Jones. Během natáčení byla digitální prostředí vykreslována na videostěnu v reálném čase, což umožnilo tvůrcům a hercům vidět prostředí ve kterém se příběh odehrává. Společnost ILM použila menší verzi této technologie pro film Solo: Star Wars Story (2018), ale při natáčení Mandaloriana využila 6,4 m vysoké kulisy o průměru 23 m, obklopené 360stupňovou půlkruhovou LED videostěnou a stropem. Scéna z Manhattan Beach Studios je označována jako „volume,“ což je tradiční název pro scény pro Motion capture. Favreauův původní záměr byl použít videostěnu jako způsob, jak zajistit realistické interaktivní osvětlení herců, přičemž část obrazovky za herci zobrazovala zelené plátno, aby bylo možné v postprodukci přidat kvalitnější verzi pozadí. Během testů natáčení s touto technologií si tým ovšem uvědomil, že Unreal Engine dokáže vykreslovat vizuály dostatečně rychle, aby mohli nechat pozadí pohybovat se vzhledem ke kameře. To umožnilo systému zachovat vzhled paralaxy, kdy se prostředí zobrazovalo odlišně v závislosti na úhlu pohledu stejně jako skutečné 3D prostředí. Tento efekt způsobuje určité zkreslení obrazu na videostěně, ale při pohledu přes kameru to vypadá jako skutečné prostředí. Obrazy vykreslované na videostěně v reálném čase byly často dostatečně kvalitní, aby mohly být použity jako finální efekty při natáčení na place.
Do scény byly přidány fyzické prvky, které odpovídaly digitálnímu pozadí, například špína na podlaze, která odpovídala špíně zobrazené na videostěně. Byly vytvořeny také vnitřní prostory, například kancelář používaná imperiálními agenty, kde byly stěny a strop zobrazeny na videostěně kolem fyzického stolu. Produkce měla několik fyzických částí Djarinovy lodi Razor Crest, které mohly být umístěny do scény, například přední polovina lodi byla postavena fyzicky a zadní polovina byla renderována digitálně. S prostředími bylo možné manipulovat v programu StageCraft přímo na place podle potřeby, takže tvůrci mohli požádat o změny prostředí a nechat je renderovat na videostěnu ještě týž den. Produkce byla schopna přecházet mezi prostředími během půl hodiny, nebo dokonce rychleji, pokud fyzické prvky na scéně nebyly vidět a nebylo třeba je měnit. Jednou z hlavních výhod použití technologie videostěny bylo realistické osvětlení, kdy stěna poskytovala okolní světlo a přesné odrazy na hercích. To bylo důležité zejména pro Mandaloriana, který nosí reflexní brnění. Tradičně při produkci využívající zelené plátno musel tým vizuálních efektů v postprodukci odstranit zelené odrazy od reflexní postavy nebo objektu a poté přidat nové odrazy, které odpovídaly digitálnímu prostředí. Při použití systému StageCraft byly odrazy v Mandalorianově brnění správné již na place. To také umožnilo kameramanům nasvítit scény způsobem, který by odpovídal pozadí, spíše než osvětlit scénu a doufat, že digitální pozadí bude v postprodukci odpovídat, což by museli dělat se zeleným plátnem. Aby osvětlení z videostěny vypadalo přirozeně, používala produkce techniku, kdy herci byli ve stínu a za nimi bylo světlo z prostředí, které často vytvářelo siluety.

## Spin-offy
V listopadu 2019 prohlásil Alan Horn, provozní ředitel studia Walt Disney, že pokud bude seriál úspěšný, mohl by vzniknout film s Mandaloriany. Následující měsíc Jon Favreau řekl, že existuje možnost prozkoumat postavy seriálu v dalších filmech nebo televizních seriálech Star Wars. Bob Iger v únoru 2020 uvedl, že se uvažuje o spin-offech Mandaloriana a že existuje potenciál přidat do seriálu další postavy s tím, že by jim pak byl věnován vlastní seriál. Favreau v říjnu řekl, že s tím, jak se v seriálu objevují další postavy, „začínáme zkoumat, kam bychom se mohli posunout.“ Domníval se, že Lucasfilm může při určování potenciálních spin-offů „lépe reagovat“ na reakce diváků vzhledem k rychlejší době výroby televizních seriálů než filmů. Favreau se jako na potenciální vodítko pro spin-offy odvolával na své zkušenosti s prací v Marvel Cinematic Universe, kde v rámci většího příběhu existují menší příběhy. Favreau i Pedro Pascal byli navíc otevřeni myšlence, že by se Mandalorian objevil ve filmu Star Wars, ale Favreau na to „nespěchal.“
V prosinci 2020 byly oznámeny spin-offy Rangers Of The New Republic, Ahsoka a Boba Fett: Zákon podsvětí, přičemž všechny tři seriály vyvíjeli Favreau a Filoni, byly zasazeny do časového rámce Mandaloriana a plánuje se, že vyvrcholí „vrcholnou příběhovou událostí“. The Hollywood Reporter informoval, že existuje potenciál, aby si Gina Carano zahrála titulní roli v Rangers Of The New Republic, ale to bylo předtím, než Lucasfilm v únoru 2021 oznámil, že Carano již není zaměstnancem společnosti. Aktivní vývoj seriálu tedy v květnu 2021 nezačal a v listopadu byl stále pozastaven, kdy Kennedy uvedla, že vývoj nedospěl do fáze, kdy by byly napsány scénáře. Řekla, že existuje potenciál, aby nápady ze seriálu byly začleněny do „další iterace“ Mandaloriana. V květnu 2022 byl oznámen nový seriál Bludná banda, který vytvořili Jon Watts a Christopher Ford. Favreau a Filoni byli odhaleni jako výkonní producenti seriálu, který se rovněž odehrává v časovém rámci Mandaloriana a Ahsoky.
Favreau o spin-offech hovořil v srpnu 2022 a vysvětlil, že Mandalorian, Boba Fett: Zákon podsvětí, Ahsoka a Bludná banda se odehrávají ve stejném časovém rámci - během 30 let mezi Návratem Jediů (1983) a Síla se probouzí (2015) - což nám dává „velký prostor pro vyprávění příběhů a ve hře je spousta postav, protože víme, kdo se v té době pohyboval“. Poznamenal, že Mandaloriana využívali k tomu, aby tyto postavy fanouškům připomněli nebo je představili divákům, kteří je neznají, předtím, než se objeví ve spin-off seriálu. Tím vznikly propojené příběhy a postavy v rámci „velmi bohaté látky, kterou jsme mohli prozkoumat“.